# Grand Prix moto de Catalogne 2024
Le Grand Prix moto de Catalogne 2024 est la sixième manche du championnat du monde de vitesse moto 2024.
Cette 29e édition du Grand Prix moto de Catalogne se déroule du 24 mai au 26 mai sur le Circuit de Barcelona-Catalunya à Barcelone.

## Classements MotoGP

### Course sprint
| Pos.                                                                         | No. | Pilote                              | Equipe                            | Constructeur | Tours | Temps/Ecarts    | Grille | Points |
| ---------------------------------------------------------------------------- | --- | ----------------------------------- | --------------------------------- | ------------ | ----- | --------------- | ------ | ------ |
| 1                                                                            | 41  | Aleix Espargaró                     | Aprilia Racing                    | Aprilia      | 12    | 20 min 01 s 478 | 1      | 12     |
| 2                                                                            | 93  | Marc Márquez                        | Gresini Racing MotoGP             | Ducati       | 12    | +0 s 892        | 14     | 9      |
| 3                                                                            | 31  | Pedro Acosta                        | Red Bull GasGas Tech3             | KTM          | 12    | +1 s 169        | 5      | 7      |
| 4                                                                            | 89  | Jorge Martín                        | Prima Pramac Racing               | Ducati       | 12    | +2 s 147        | 7      | 6      |
| 5                                                                            | 23  | Enea Bastianini                     | Ducati Lenovo Team                | Ducati       | 12    | +2 s 980        | 11     | 5      |
| 6                                                                            | 49  | Fabio Di Giannantonio               | Pertamina Enduro VR46 Racing Team | Ducati       | 12    | +4 s 623        | 6      | 4      |
| 7                                                                            | 43  | Jack Miller                         | Red Bull KTM Factory Racing       | KTM          | 12    | +8 s 084        | 9      | 3      |
| 8                                                                            | 12  | Maverick Viñales                    | Aprilia Racing                    | Aprilia      | 12    | +8 s 245        | 12     | 2      |
| 9                                                                            | 72  | Marco Bezzecchi                     | Pertamina Enduro VR46 Racing Team | Ducati       | 12    | +8 s 643        | 16     | 1      |
| 10                                                                           | 20  | Fabio Quartararo                    | Monster Energy Yamaha MotoGP      | Yamaha       | 12    | +9 s 241        | 17     |        |
| 11                                                                           | 21  | Franco Morbidelli                   | Prima Pramac Racing               | Ducati       | 12    | +9 s 537        | 10     |        |
| 12                                                                           | 42  | Álex Rins                           | Monster Energy Yamaha MotoGP      | Yamaha       | 12    | +13 s 045       | 8      |        |
| 13                                                                           | 30  | Takaaki Nakagami                    | Idemitsu Honda LCR                | Honda        | 12    | +13 s 199       | 20     |        |
| 14                                                                           | 73  | Álex Márquez                        | Gresini Racing MotoGP             | Ducati       | 12    | +13 s 378       | 13     |        |
| 15                                                                           | 36  | Joan Mir                            | Repsol Honda Team                 | Honda        | 12    | +16 s 438       | 21     |        |
| 16                                                                           | 10  | Luca Marini                         | Repsol Honda Team                 | Honda        | 12    | +18 s 000       | 22     |        |
| 17                                                                           | 37  | Augusto Fernández                   | Red Bull GasGas Tech3             | KTM          | 12    | +25 s 262       | 19     |        |
| 18                                                                           | 6   | Stefan Bradl                        | Team HRC                          | Honda        | 12    | +33 s 751       | 23     |        |
| Ab.                                                                          | 1   | Francesco Bagnaia                   | Ducati Lenovo Team                | Ducati       | 11    | Chute           | 2      |        |
| Ab.                                                                          | 88  | Miguel Oliveira                     | Trackhouse Racing                 | Aprilia      | 9     | Chute           | 15     |        |
| Ab.                                                                          | 5   | Johann Zarco                        | Castrol Honda LCR                 | Honda        | 3     | Chute           | 18     |        |
| Ab.                                                                          | 33  | Modèle:Country data SAF Brad Binder | Red Bull KTM Factory Racing       | KTM          | 6     | Chute           | 4      |        |
| Ab.                                                                          | 25  | Raúl Fernández                      | Trackhouse Racing                 | Aprilia      | 4     | Chute           | 3      |        |
| Meilleur tour du sprint : Raúl Fernández (Aprilia) – 1 min 38 s 991 (tour 4) |     |                                     |                                   |              |       |                 |        |        |
| Rapport officiel                                                             |     |                                     |                                   |              |       |                 |        |        |

### Course principale
| Pos.                                                                  | No. | Pilote                | Equipe                            | Constructeur | Tours | Temps/Ecarts    | Grille | Points |
| --------------------------------------------------------------------- | --- | --------------------- | --------------------------------- | ------------ | ----- | --------------- | ------ | ------ |
| 1                                                                     | 1   | Francesco Bagnaia     | Ducati Lenovo Team                | Ducati       | 24    | 40 min 11 s 726 | 2      | 25     |
| 2                                                                     | 89  | Jorge Martín          | Prima Pramac Racing               | Ducati       | 24    | +1 s 740        | 7      | 20     |
| 3                                                                     | 93  | Marc Márquez          | Gresini Racing MotoGP             | Ducati       | 24    | +10 s 491       | 14     | 16     |
| 4                                                                     | 41  | Aleix Espargaró       | Aprilia Racing                    | Aprilia      | 24    | +10 s 543       | 1      | 13     |
| 5                                                                     | 49  | Fabio Di Giannantonio | Pertamina Enduro VR46 Racing Team | Ducati       | 24    | +15 s 441       | 6      | 11     |
| 6                                                                     | 25  | Raúl Fernández        | Trackhouse Racing                 | Aprilia      | 24    | +15.916         | 3      | 10     |
| 7                                                                     | 73  | Álex Márquez          | Gresini Racing MotoGP             | Ducati       | 24    | +16 s 882       | 13     | 9      |
| 8                                                                     | 33  | Brad Binder           | Red Bull KTM Factory Racing       | KTM          | 24    | +18 s 578       | 4      | 8      |
| 9                                                                     | 20  | Fabio Quartararo      | Monster Energy Yamaha MotoGP      | Yamaha       | 24    | +20 s 477       | 17     | 7      |
| 10                                                                    | 88  | Miguel Oliveira       | Trackhouse Racing                 | Aprilia      | 24    | +20 s 889       | 15     | 6      |
| 11                                                                    | 72  | Marco Bezzecchi       | Pertamina Enduro VR46 Racing Team | Ducati       | 24    | +21 s 023       | 16     | 5      |
| 12                                                                    | 12  | Maverick Viñales      | Aprilia Racing                    | Aprilia      | 24    | +22 s 137       | 12     | 4      |
| 13                                                                    | 31  | Pedro Acosta          | Red Bull GasGas Tech3             | KTM          | 24    | +31 s 967       | 5      | 3      |
| 14                                                                    | 30  | Takaaki Nakagami      | Idemitsu Honda LCR                | Honda        | 24    | +32 s 987       | 20     | 2      |
| 15                                                                    | 36  | Joan Mir              | Repsol Honda Team                 | Honda        | 24    | +33 s 132       | 21     | 1      |
| 16                                                                    | 5   | Johann Zarco          | Castrol Honda LCR                 | Honda        | 24    | +34 s 554       | 18     |        |
| 17                                                                    | 10  | Luca Marini           | Repsol Honda Team                 | Honda        | 24    | +36 s 689       | 22     |        |
| 18                                                                    | 23  | Enea Bastianini       | Ducati Lenovo Team                | Ducati       | 24    | +50 s 615       | 11     |        |
| 19                                                                    | 6   | Stefan Bradl          | Team HRC                          | Honda        | 24    | +55 s 295       | 23     |        |
| 20                                                                    | 42  | Álex Rins             | Monster Energy Yamaha MotoGP      | Yamaha       | 24    | +1 min 03 s 428 | 8      |        |
| Ab.                                                                   | 21  | Franco Morbidelli     | Prima Pramac Racing               | Ducati       | 17    | Chute           | 10     |        |
| Ab.                                                                   | 37  | Augusto Fernández     | Red Bull GasGas Tech3             | KTM          | 5     | Chute           | 19     |        |
| Ab.                                                                   | 43  | Jack Miller           | Red Bull KTM Factory Racing       | KTM          | 2     | Chute           | 9      |        |
| Meilleur tour en course: Pedro Acosta (KTM) – 1 min 39 s 664 (tour 7) |     |                       |                                   |              |       |                 |        |        |
| Rapport officiel                                                      |     |                       |                                   |              |       |                 |        |        |

## Classements provisoires aux Championnats
Seul le top5 de chaque championnat a l’issue du Grand Prix est présenté ici,,,.

### MotoGP
|  | Pos. | Pilote            | Points |
|  | ---- | ----------------- | ------ |
|  | 1    | Jorge Martín      | 155    |
|  | 2    | Francesco Bagnaia | 116    |
|  | 3    | Marc Márquez      | 114    |
|  | 4    | Enea Bastianini   | 94     |
|  | 5    | Maverick Viñales  | 87     |

|   | Pos. | Constructeur | Points |
| - | ---- | ------------ | ------ |
|   | 1    | Ducati       | 204    |
| 1 | 2    | Aprilia      | 125    |
| 1 | 3    | KTM          | 122    |
|   | 4    | Yamaha       | 35     |
|   | 5    | Honda        | 19     |

|   | Pos. | Equipe                            | Points |
| - | ---- | --------------------------------- | ------ |
|   | 1    | Ducati Lenovo Team                | 210    |
|   | 2    | Prima Pramac Racing               | 170    |
|   | 3    | Aprilia Racing                    | 163    |
|   | 4    | Gresini Racing MotoGP             | 156    |
| 2 | 5    | Pertamina Enduro VR46 Racing Team | 104    |

### Moto2
|   | Pos. | Pilote          | Points |
| - | ---- | --------------- | ------ |
|   | 1    | Sergio García   | 109    |
|   | 2    | Joe Roberts     | 89     |
| 1 | 3    | Ai Ogura        | 88     |
| 1 | 4    | Fermín Aldeguer | 63     |
|   | 5    | Alonso López    | 62     |

|  | Pos. | Constructeur | Points |
|  | ---- | ------------ | ------ |
|  | 1    | Boscoscuro   | 138    |
|  | 2    | Kalex        | 114    |
|  | 3    | Forward      | 5      |

|   | Pos. | Equipe                        | Points |
| - | ---- | ----------------------------- | ------ |
|   | 1    | MT Helmets – MSi              | 197    |
| 1 | 2    | OnlyFans American Racing Team | 127    |
| 1 | 3    | MB Conveyors Speed Up         | 125    |
|   | 4    | QJmotor Gresini Moto2         | 94     |
|   | 5    | Fantic Racing                 | 48     |

### Moto3
|   | Pos. | Pilote         | Points |
| - | ---- | -------------- | ------ |
| 1 | 1    | David Alonso   | 118    |
| 1 | 2    | Daniel Holgado | 104    |
|   | 3    | Collin Veijer  | 75     |
|   | 4    | Iván Ortolá    | 70     |
| 1 | 5    | David Muñoz    | 49     |

|   | Pos. | Constructeur | Points |
| - | ---- | ------------ | ------ |
| 1 | 1    | CFMoto       | 118    |
|   | 2    | Gas Gas      | 104    |
|   | 3    | KTM          | 97     |
|   | 4    | Husqvarna    | 85     |
|   | 5    | Honda        | 67     |

|   | Pos. | Equipe                         | Points |
| - | ---- | ------------------------------ | ------ |
|   | 1    | CFMoto Gaviota Aspar Team      | 153    |
|   | 2    | Red Bull GasGas Tech3          | 139    |
| 1 | 3    | MT Helmets – MSi               | 110    |
| 1 | 4    | Liqui Moly Husqvarna Intact GP | 106    |
|   | 5    | Boé Motorsports                | 91     |

### MotoE
|   | Pos. | Pilote            | Points |
| - | ---- | ----------------- | ------ |
| 2 | 1    | Kevin Zannoni     | 88     |
| 1 | 2    | Mattia Casadei    | 87     |
| 1 | 3    | Oscar Gutiérrez   | 86     |
| 2 | 4    | Nicholas Spinelli | 75     |
|   | 5    | Héctor Garzó      | 64     |

|   | Pos. | Equipe                   | Points |
| - | ---- | ------------------------ | ------ |
| 3 | 1    | Openbank Aspar Team      | 134    |
| 1 | 2    | LCR E-Team               | 130    |
| 1 | 3    | Tech3 E-Racing           | 119    |
| 1 | 4    | Axxis – MSi              | 115    |
| 2 | 5    | Dynavolt Intact GP MotoE | 112    |